# Aporema (geslacht)
Aporema is een geslacht van wantsen uit de familie van de blindwantsen (Miridae). Het geslacht werd voor het eerst wetenschappelijk beschreven door Samuel Hubbard Scudder in 1890.

## Soorten
Het genus is monotypisch en bevat alleen de volgende soort:

- Aporema praestrictum Scudder, 1890